# Echemella pavesii
Echemella pavesii är en spindelart som först beskrevs av Simon 1909.  Echemella pavesii ingår i släktet Echemella och familjen plattbuksspindlar.
Artens utbredningsområde är Etiopien. Inga underarter finns listade i Catalogue of Life.